# Oxhoft
Das Oxhoft, auch Oxhoofd, ist ein altes Volumenmaß für Flüssigkeiten. Genutzt wurde das Maß besonders für Wein, Branntwein und Bier. Seine Verbreitung kann mit Westfrankreich, Niederlande, Norddeutschland, Österreich, Schweden und russische Ostseeprovinzen beschrieben werden. Je nach Region versteht man unter einem Oxhoft ein Volumen von 148 bis zu 288 Liter. Aber auch die Alkoholart hatte Einfluss auf die Größe.

## Begriffsherkunft
Der Name leitet sich vom holländischen Oxhoofd (Ochsenhaupt oder Ochsenkopf) ab und rührt daher, dass man früher Schläuche aus Rindsleder zum Aufbewahren von Wein verwendete. Es entspricht dem englischen Hogshead und dem französischen Barrique. Heute werden Oxhoft-Fässer nur noch sehr selten zur Weinherstellung herangezogen, da sich international das französische Barrique durchgesetzt hat. Zum Beispiel im österreichischen Burgenland oder im australischen Barossa Valley kommen Oxhoft-Fässer bei der Weinherstellung noch in nennenswertem Maße vor.

## Beispiel einer Maßkette
Beispiel einer norddeutschen (Hamburg, Lübeck) Maßkette
- 1 Oxhoft = 1 ½ Ohm = 6 Anker = 30 Viertel = 180 Quart

Das Viertel rechnete man bei französischen Weinen mit 8 Quartiers oder 8 Bouteillen in den Ländern des Geltungsbereiches, muss aber beachten, dass hier kleine Unterschiede zum ehemals gesetzlichen Quartier nicht auszuschließen waren.
Bei französischen Weinen rechnete man
- 1 Fass/Tonneau = 4 Oxhoft
- 1 Tierze = ½ Oxhoft

## Beispiele zum Volumen
- Berlin 221,4 Liter
- Bremen und Hamburg 217,4 Liter
- Hannover 234,0 Liter
- Schlesw.-Holstein 217,0 Liter
- Preußen 206,0 Liter
- Dänemark 226,0 Liter
- England 245,5 Liter
- Finnland 235,0 Liter
- Frankreich 288,0 Liter
- Niederlande 223,0 Liter
- Russland 220,0 Liter
- Schweden 236,0 Liter